# Saint-Cyr-Etienne Mussel
Saint-Cyr-Etienne Mussel, francoski general, * 1875, † 1941.